# マクシミリアン・フランツ・フォン・エスターライヒ
マクシミリアン・フランツ・フォン・エスターライヒ（またはハプスブルク＝ロートリンゲン）（Maximilian Franz von Österreich（Habsburg-Lothringen）, 1756年12月8日 - 1801年7月26日）は、神聖ローマ皇帝フランツ1世とオーストリア大公マリア・テレジアの五男。ケルン大司教選帝侯（在位：1784年 - 1801年）。全名はマクシミリアン・フランツ・クサーヴァ・ヨーゼフ・ヨハン・アントン・デ・パウラ・ヴェンツェル（Maximilian Franz Xaver Joseph Johann Anton de Paula Wenzel）。

## 概要
1756年12月8日、マクシミリアン・フランツはマリア・テレジアとフランツ1世の間に第16子としてウィーンに生まれた。聖職者としての道を歩み、1780年に叔父カール・アレクサンダーの後を嗣いでドイツ騎士団総長に、1784年4月15日、28歳の時にはケルン大司教となった。また選帝権を行使した最後のケルン大司教であった。そして、1785年にはボン・アカデミーを大学の地位に昇格させている。
マクシミリアン・フランツは1770年代にザルツブルクを訪問した際、モーツァルトの祝祭劇『羊飼いの王様』を鑑賞し、その際にモーツァルトのピアノ演奏を聴いていた。それ以降1781年に再会し、選帝侯就任の1年後にはモーツァルトを楽長の地位に就かせようとしている。結局これは失敗したが、このこともあってか、その後にベートーヴェンのボンでの最大の後援者となっている。
1788年にはボンに国民劇場を創設し、ヨーゼフ・ライヒャを劇場の監督として任命した。
この劇場ではドイツ演劇・オペラを上演し、更にサリエリやチマローザのオペラ、モーツァルトのフィガロの結婚やドン・ジョヴァンニなどを上演した。1790年のクリスマスには、イギリスに行く途中で当時絶頂期だったハイドンと興行主ザーロモンがボンに立ち寄り、フランツは彼らを丁重に歓迎している。
1789年に始まったフランス革命の際、フランツは惨事を免れるために中立の立場を取っていたが、1792年10月にマインツが陥落したため、その後急いでミュンスターに移った。その地に1793年4月まで留まり、最終的に1794年10月にはボンを離れた。その後、1800年4月27日にウィーンに戻るが、翌1801年6月1日にドイツ騎士団総長の座をカール・フォン・エスターライヒ＝テシェンに渡してシェーンブルン宮殿の南側に位置するヘッツェンドルフに隠退し、それから間もない7月26日に死去した。遺骨はウィーン・カプツィーナー教会の皇帝納骨所（カイザーグルフト）に収められている。
短い隠退生活の頃、ベートーヴェンもヘッツェンドルフに居住しており、ベートーヴェンは最初の交響曲をフランツに献呈するよう1801年6月22日か23日付のホフマイスター社宛の書簡で指示を出していたものの、フランツの死により献呈は成就しなかった。

## 人物
マクシミリアン・フランツの性格について、あるイギリス人の訪問者が1780年代に次のように述べている。
また、マクシミリアン・フランツは「ふとっちょのマクシィ」というあだ名を庶民につけられていた。